# Khalifat ul-Masih
Khalifat ul-Masih (Urdu خلیفۃ المسیح Chalifat-ul-Massih, deutsch ‚Kalif des Messias‘) ist der Titel des auf Lebenszeit gewählten spirituellen Führers der Ahmadiyya Muslim Jamaat (AMJ). Die Mitglieder dieser Glaubensgemeinschaft verstehen dieses Kalifentum als eine von Gott geleitete Nachfolge Mirza Ghulam Ahmads.

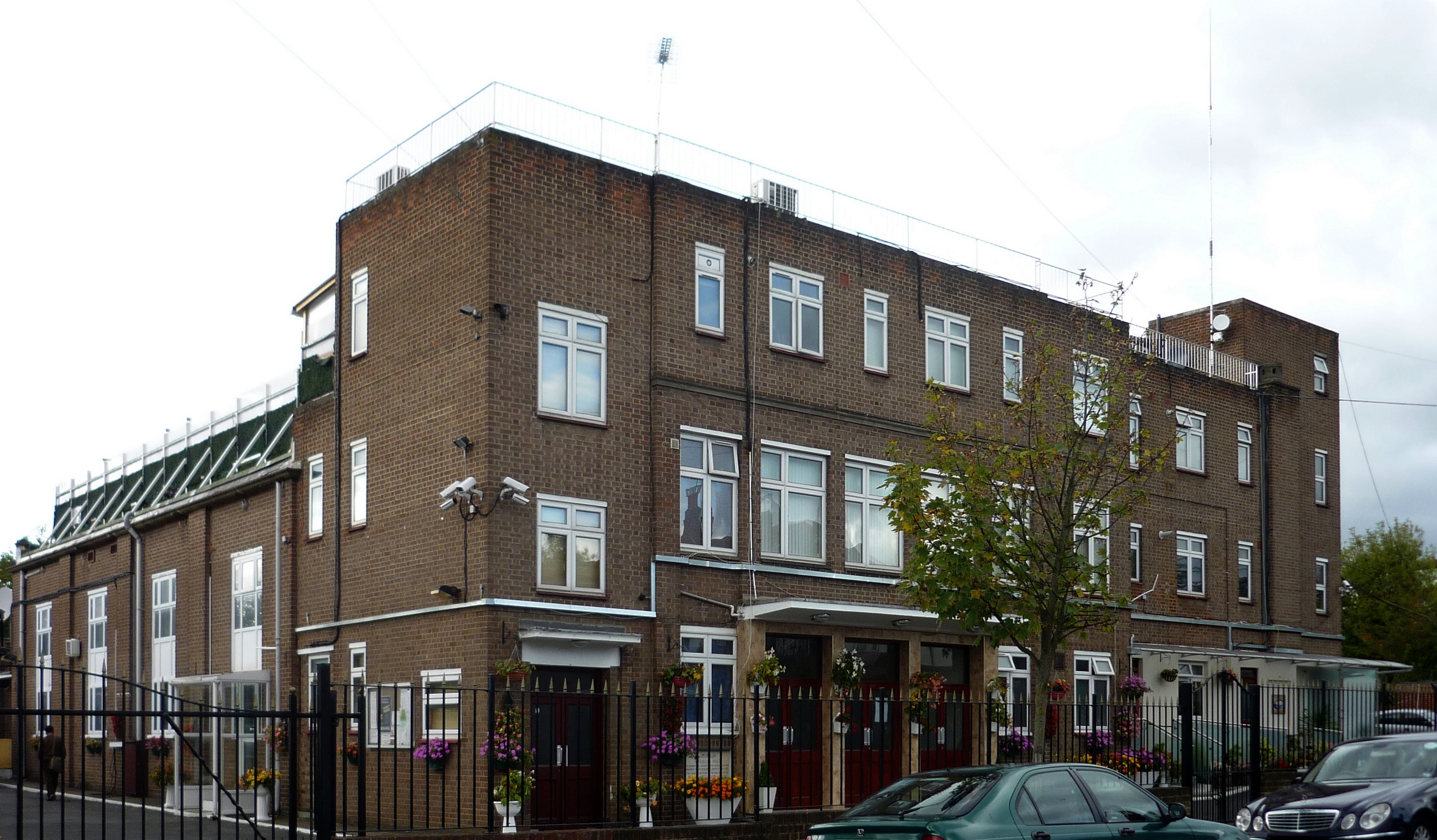
Mahmud Hall gegenüber der Fazl-Moschee – Residenz des Khalifen von 1984 bis 2019

## Das Kalifat
Nach Überzeugung der AMJ hat Gott im Koran in der Sure al-Nur versprochen, das Kalifentum unter den Menschen (neu) zu erwecken. Dies soll sich mit der Wahl Nuur ud-Dins zum Nachfolger Mirza Ghulam Ahmads am 27. Mai 1908 in Qadian erfüllt haben. Eine Verfolgungswelle in Pakistan bewog Mirza Tahir Ahmad 1984 dazu, den Sitz des Kalifats von Rabwah nach London zu verlegen.
Zwar beteuert die AMJ, dass das Amt des Kalifen nicht vererbbar sei, dennoch gehörten bis auf den ersten Kalifen bisher alle Kalifen zu Mirza Ghulam Ahmads Familie. Seit dem 22. April 2003 ist Mirza Masroor Ahmad, ein Urenkel von Mirza Ghulam Ahmad, als Khalifat ul-Masih V. das spirituelle Oberhaupt der AMJ.

### Hintergrund
Die Mitglieder der Gemeinschaft glauben, dass gemäß einem Ausspruch des Propheten Mohammed das Ahmadiyya-Khalifat eine Fortsetzung der „Rechtgeleiteten Kalifen“ sei.
Als Begründung für das Kalifentum wird die Furcht unter den Anhängern genannt, dass nach dem Ableben Ghulam Ahmads auch seine Glaubensstärke und seine Lehren verschwinden könnten. Demnach hat der Khalifat ul-Masih die Mission des verstorbenen Gründers fortzuführen. Daraus folgt, dass er dieselben Aufgaben auszuführen habe wie auch vormals die Propheten.

### Aufgaben
Die Aufgaben eines Kalifen leiten Ahmadi-Muslime aus der Sure al-Dschumʿa (Vers 3) ab. Der Kalif soll die Religion Islam durch Bildung spiritueller Einheit festigen und die Furcht, die nach dem Ableben des Begründers Mirza Ghulam Ahmad entstanden sein soll, in Frieden verwandeln.
Der Khalifat ul-Masih hat die oberste Entscheidungsgewalt über alle religiösen und organisatorischen Angelegenheiten der Gemeinschaft. Nach ihrem Selbstverständnis ist es nicht notwendig, dass der Kalif ein Staatsoberhaupt ist, vielmehr wird die spirituelle und religiöse Bedeutung hervorgehoben.

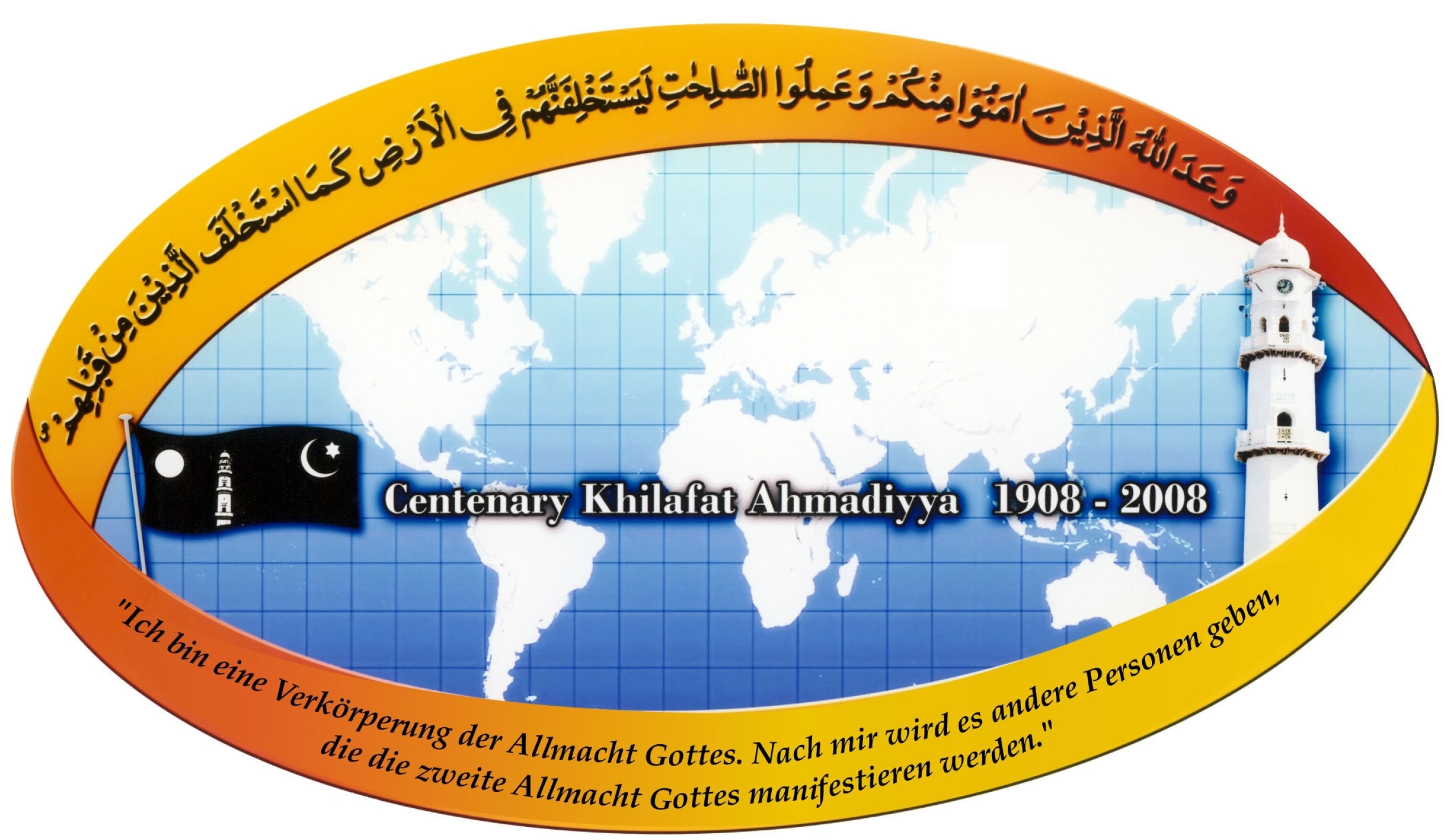
Jubiläumslogo

### Wahlverfahren
Der Khalifat ul-Masih wird von einem Wahlkomitee auf Lebenszeit gewählt. Ein amtierender Kalif kann seinen Titel weder vererben noch sonst wie Einfluss auf die Wahl seines Nachfolgers nehmen. Die Regeln für die Bildung des Wahlkomitees wurden zum ersten Mal vom Khalifat ul-Masih II. schriftlich festgelegt. Als sich die AMJ außerhalb Indiens und Pakistans ausbreitete, nahm der Khalifat ul-Masih IV. Änderungen vor. Dem „Khilafat-Komitee“ (Wahlmännergremium) gehören 600 bis 700 Mitglieder an, darunter sind Emire (Präsidenten der nationalen Sektionen), Missionare und Vorsitzende der „Sadr Anjuman Ahmadiyya“. Die Wahl findet ein bis drei Tage nach dem Ableben eines Kalifen statt, wobei die Wahl des neuen Kalifen vor dem Begräbnis des verstorbenen Oberhaupts erfolgen muss. Gewählt werde derjenige, den das Gremium für am „Gottesfürchtigsten und Frommsten“ halte. Der gewählte Kandidat muss die Wahl annehmen und dabei bekräftigen, das Amt mit bestem Willen auszuführen. Die Ahmadi-Muslime legen daraufhin das Treuegelübde (Baiat) auf den neuen Kalifen ab.

### 100-Jahr-Jubiläum
Das 100-Jahr-Jubiläum des Kalifats wurde 2008 von der Ahmadiyya Muslim Jamaat weltweit mit Festakten und Informationsveranstaltungen begleitet.

## Liste der Khalifat ul-Masih
| Name                                                    | Bild | Leben     | Kalifatbeginn    | Amtsjahre | Bemerkung |
| ------------------------------------------------------- | ---- | --------- | ---------------- | --------- | --- |
| Khalifat ul-Masih I. Nuur ud-Din                        |      | 1841–1914 | 27. Mai 1908     | 6         | Bekannter Arzt und Autor. Der Erste, der das Treuegelübde gegenüber Mirza Ghulam Ahmad geleistet hat. Nach seinem Ableben kam es zur Spaltung.                                               |
| Khalifat ul-Masih II. Mirza Baschir ud-Din Mahmud Ahmad |      | 1889–1965 | 14. März 1914    | 51,5      | Sowohl der jüngste gewählte Kalif (25 Jahre) als auch der Kalif mit der längsten Amtszeit. Er ist verantwortlich für die Organisationsstruktur in der Gemeinschaft und die Gründung Rabwahs. |
| Khalifat ul-Masih III. Mirza Nasir Ahmad                |      | 1909–1982 | 8. November 1965 | 16,5      | Begleitete die Jamaat durch die Nationalversammlung Pakistans. Das Motto der Ahmadiyya „Liebe für alle, Hass für keinen“ geht auf ihn zurück.                                                |
| Khalifat ul-Masih IV. Mirza Tahir Ahmad                 |      | 1928–2003 | 10. Juni 1982    | 21        | Führte die Gemeinschaft durch die Verfolgungswelle im Jahre 1984, verlegte den Sitz des Khalifats nach London und initiierte den Fernsehsender Muslim Television Ahmadiyya.                  |
| Khalifat ul-Masih V. Mirza Masroor Ahmad                |      | 1950      | 22. April 2003   | im Amt    | Derzeitiges geistliches Oberhaupt der AMJ. Er besuchte seit Beginn seiner Amtszeit viele afrikanische Länder und eröffnete dort neue Krankenhäuser, Moscheen und Schulen.                    |